# Перес, Омар Себастьян
Омар Себастьян Перес (исп. Omar Sebastián Pérez; родился 29 марта 1981 года в Сантьяго-дель-Эстеро, Аргентина) — аргентинский футболист, игравший на позиции атакующего полузащитника. Трёхкратный обладатель Кубка Либертадорес.

## Клубная карьера

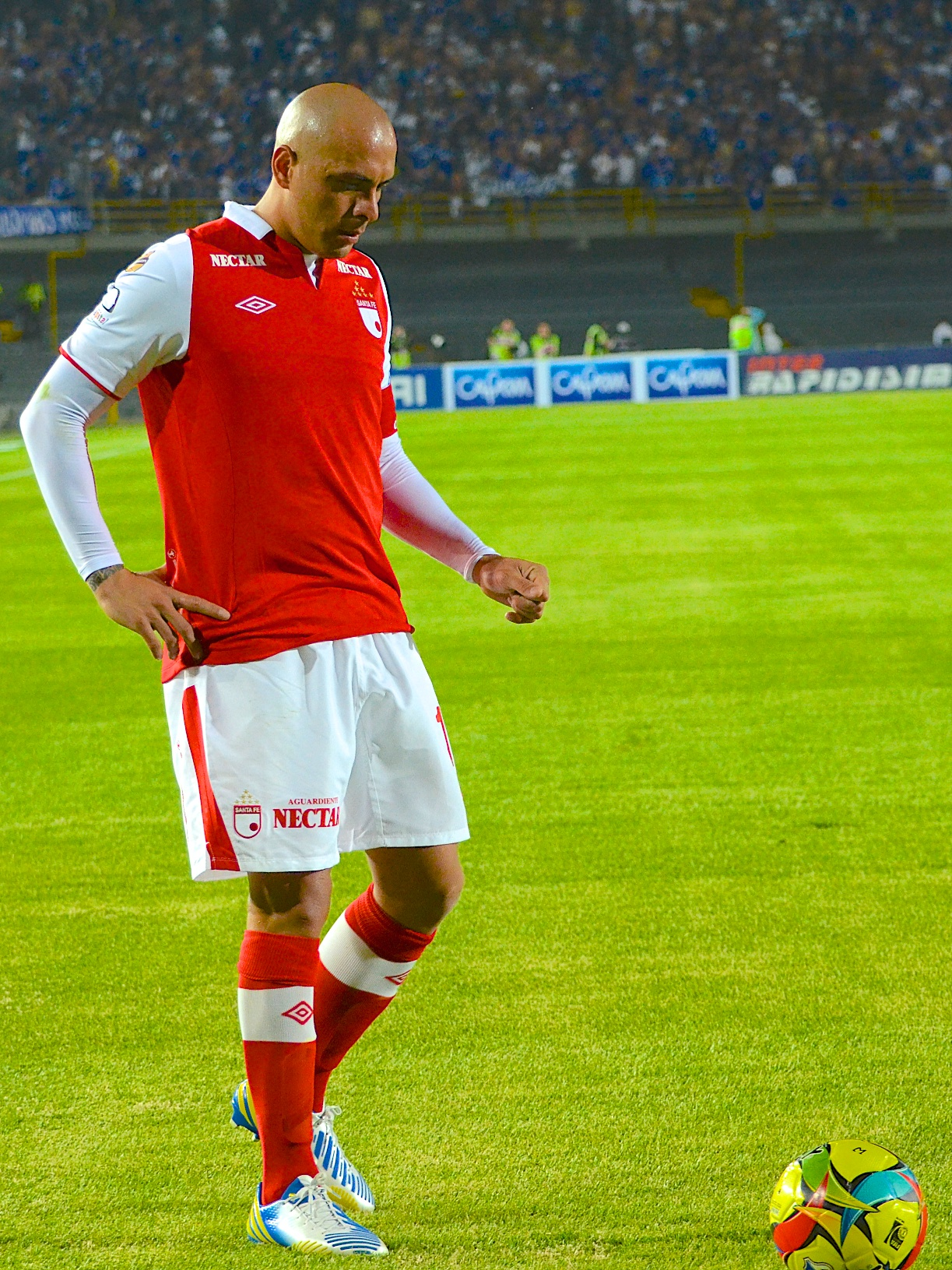
Перес в составе «Санта-Фе»

Перес — воспитанник футбольной академии «Бока Хуниорс». В 2000 году он дебютировал в основном составе клуба. В своем первом сезоне он стал чемпионом Апертуры 2000. В том же году вместе с «Бокой» он завоевал Кубок Либертадорес, а через год повторил свой успех. В 2003 году Перес в третий раз выиграл трофей. Из-за отсутствия постоянного места в основе, он покинул команду в том же году и присоединился к «Банфилду». За новую команду Омар провёл 21 матч и забил два гола.
В 2004 году Омар перешёл в колумбийский «Атлетико Хуниор». В своем первом же сезоне он выиграл первенство Колумбии. В 2005 году Перес съездил в краткосрочную командировку в мексиканский «Хагуарес Чьяпас», после чего снова вернулся в «Хуниор». Летом 2007 года Омар покинул команду и следующие полгода выступал за «Реал Картахена». В начале 2008 года он подписал контракт с «Индепендьенте Медельин». 10 февраля в матче против «Депортиво Перейра» он забил первый гол за новый клуб. В «Индепендьенте» Перес провел сезон являясь ключевым футболистом команды и её лучшим бомбардиром.
В 2009 году Перес заключил контракт с «Санта-Фе». 9 февраля в матче против своей бывшей команды «Реал Картахена» он дебютировал за новую команду. 1 марта Омар забил свой первый гол за новую команду, поразив ворота своей предыдущей команды «Индепендьенте Медельин». В 2011 году в матчах Южноамериканского кубка против «Депортиво Кали», бразильского «Ботафого» и «Велес Сарсфилд» он забил четыре гола. В 2012 году Перес во второй раз выиграл чемпионат Колумбии. В 2013 году в поединках Кубка Либертадорес против парагвайского «Серро Портеньо» и «Гремио» он забил три гола.
В 2014 году в матчах Кубка Либертадорес против «Монаркас Морелия» , «Атлетико Минейро» и венесуэльской «Саморы» Перес забил четыре мяча. В том же году он во второй раз в составе «Санта-Фе» стал чемпионом Колумбии. В 2015 году в поединках Кубка Либертадорес против чилийского «Коло-Коло» и «Атласа» Омар забил по голу. В том же году он помог клубу завоевать Южноамериканский кубок. Через год Перес в третий раз выиграл чемпионат с «Санта-Фе». В начале 2018 года Омар перешёл в «Патриотас». 16 февраля в матче против «Атлетико Насьональ» он дебютировал за новую команду. 28 августа в поединке против «Хагуарес де Кордова» Омар забил свой первый гол за «Патриотас».

## Достижения
Командные
 «Бока Хуниорс»
- Чемпионат Аргентины по футболу — Апертура 2000
- Обладатель Кубка Либертадорес (3) — 2000, 2001, 2003
- Обладатель Межконтинентального Кубка — 2000

 «Атлетико Хуниор»
- Чемпионат Колумбии по футболу — Финалисасьон 2004

 «Санта-Фе»
- Чемпионат Колумбии по футболу (3) — Апертура 2012, Финалисасьон 2014, Финалисасьон 2016
- Обладатель Южноамериканского кубка — 2015